# Wilhelm Kirch

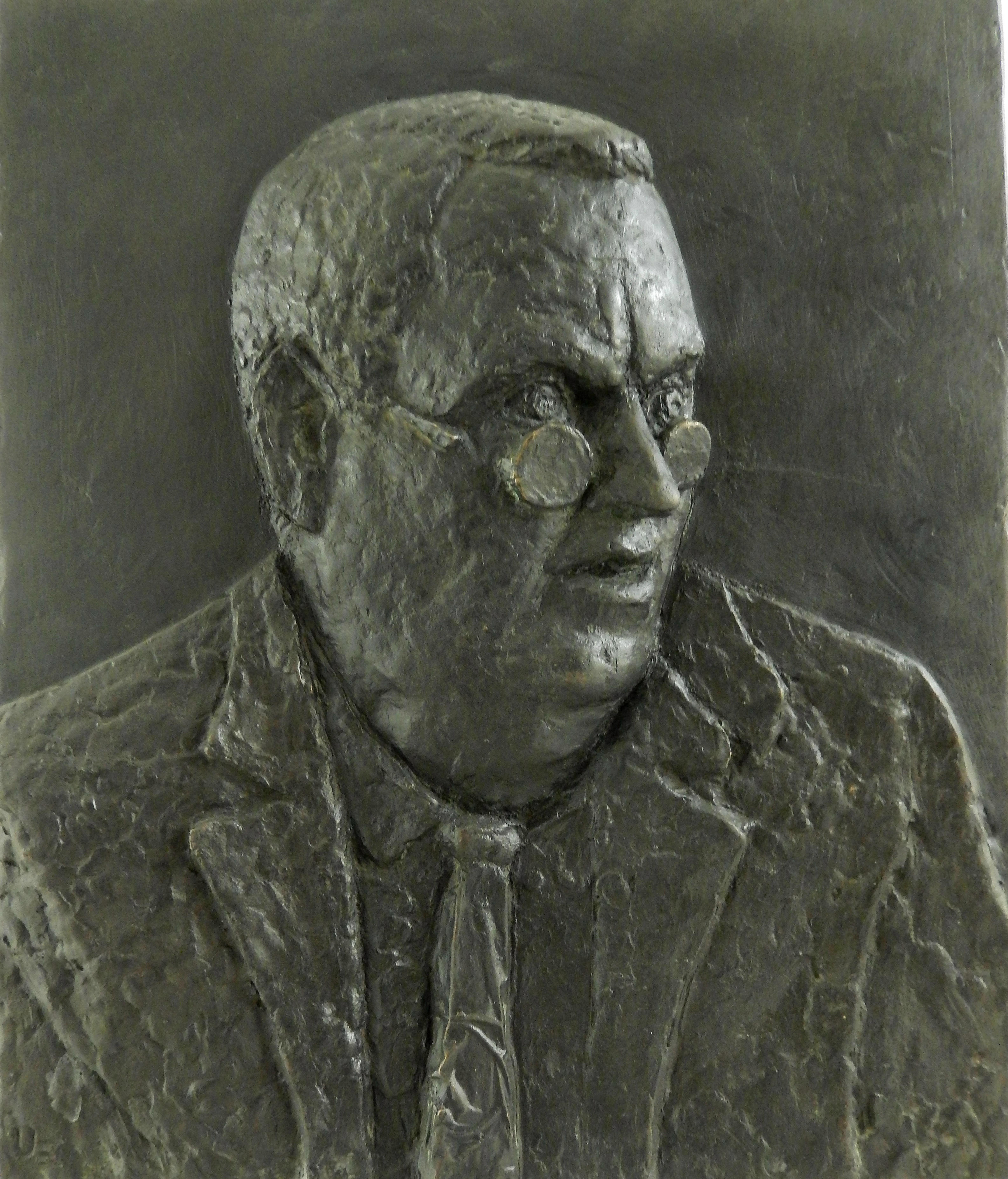
Ulrich Eißner: Porträtrelief Wilhelm Kirch

Wilhelm Kirch (* 4. Juli 1947 in Köln; † 7. Juli 2015) war ein deutscher Hochschullehrer, Klinischer Pharmakologe, Internist, Nephrologe, Versorgungsforscher, Gesundheitswissenschaftler und Zahnarzt.

## Leben
Kirch studierte von 1967 bis 1974 Zahnmedizin und Medizin in Mainz. Er promovierte 1974 im Fach Medizin und 1976 im Fach Zahnheilkunde. Ab 1975 war er an der I. Medizinischen Universitätsklinik in Mainz als Assistenzarzt tätig. Dort erhielt er 1981 die Anerkennung zum Facharzt für Innere Medizin und 1982 des Teilgebietes Nephrologie. Im selben Jahr wechselte an die Medizinische Klinik und Poliklinik der Universität Essen, wo er 1983 zum Oberarzt ernannt wurde. Ebenfalls 1983 habilitierte sich Kirch an der Universität Essen zur Pharmakokinetik von Atenolol. Zum 1. April 1986 berief ihn die Universität Essen auf eine C2-Professur für Innere Medizin. Von 1986 bis 1993 wirkte Kirch als Leitender Oberarzt an der I. Medizinischen Universitätsklinik in Kiel. 1988 erhielt er dort zuerst die Facharztanerkennung, später die Weiterbildungsbefugnis der Landesärztekammer Schleswig-Holstein für das Fach Klinische Pharmakologie. Zum 1. Mai 1993 wurde Kirch auf den Lehrstuhl für Klinische Pharmakologie und Therapie am Institut für Klinische Pharmakologie der Medizinischen Fakultät der Technischen Universität Dresden berufen. Unter seiner Leitung  absolvierten insgesamt fünf Kandidaten die Weiterbildung zum Facharzt für Klinische Pharmakologie. Seine Emeritierung erfolgte zum 30. September 2014.
Von 1994 bis 1997 amtierte Kirch als Prodekan, von 1997 bis 1999 als Dekan der Medizinischen Fakultät der TU Dresden. Seit 1993 fungierte er als Vorstandssprecher des BMBF-Forschungsverbundes Public Health Sachsen und Sachsen-Anhalt. 1994 initiierte er den postgradualen Master-Studiengang Public Health an der Medizinischen Fakultät der TU Dresden.

## Engagement
Kirch war von 2009 bis 2012 Präsident der Deutschen Gesellschaft für Experimentelle und Klinische Pharmakologie und Toxikologie, von 1996 bis 2005 Vizepräsident der der Deutschen Gesellschaft für Public Health und Vorstandsvorsitzender des Deutschen Verbandes für Gesundheitswissenschaften und Public Health. 2003 wurde Kirch zum Präsidenten der European Public Health Association gewählt. Außerdem war er Herausgeber der Zeitschrift Prävention & Gesundheitsförderung, die er 2005 begründete. Gleichzeitig war er Editor-in-Chief der englischsprachigen Zeitschrift Journal of Public Health.
Als langjähriges Mitglied engagierte sich Kirch zudem u. a. in der Fachkommission Klinische Pharmakologie des Wissenschaftsrates der Bundesregierung, im Sachverständigenausschuss beim Bundesinstitut für Arzneimittel- und Medizinprodukte, in den Arzneimittelkommissionen der Deutschen Ärzteschaft und der Bundeszahnärztekammer.
Mit dem bereits seit 1995 am Institut für Klinische Pharmakologie der TU Dresden bestehenden, regionalen Arzneimittelberatungsdienst für Ärzte und dem seit 2001 ebenda etablierten, bundesweiten Arzneimittelberatungsdienst für Patienten setzte Kirch Maßstäbe bei der zielgruppengerechten Bereitstellung industrieunabhängiger Arzneimittelinformationen.
Kirch war Autor von über 600 Originalpublikationen sowie Verfasser und Herausgeber von 53 Fachbüchern.

## Auszeichnungen
- Fellow des American College of Clinical Pharmacology
- Ludolf-Krehl-Preis der Südwestdeutschen Gesellschaft für Innere Medizin
- Homburg-Preis der Regensburger Akademie für Ärztliche Wissenschaften
- Medvantis-Forschungspreis des Deutschen Ärztetages
- 2006 Wissenschaftlicher Förderpreis der AOK Sachsen[1][2]

## Schriften (Auswahl)

### Als Autor
- W. Kirch und B. Badura: Prävention, Springer Medizin Verlag, Heidelberg 2006, ISBN 3-540-28953-4.
- J. Rossmann, R. Gurke, L. D. Renner, R. Oertel, W. Kirch: Evaluation of the matrix effect of different sample matrices for 33 pharmaceuticals by post-column infusion. In: J Chromatogr B Analyt Technol Biomed Life Sci. 1000, 1. Sep 2015, S. 84–94.
- M. Scheibe, J. Reichelt, M. Bellmann, W. Kirch: Acceptance factors of mobile apps for diabetes by patients aged 50 or older: a qualitative study. In: Med. 2 0. 4(1), 2. Mar 2015, S. e1.
- J. Rossmann, S. Schubert, R. Gurke, R. Oertel, W. Kirch: Simultaneous determination of most prescribed antibiotics in multiple urban wastewater by SPE-LC-MS/MS. In: J Chromatogr B Analyt Technol Biomed Life Sci. 969, 15. Okt 2014, S. 162–170.
- R. Oertel, S. Schubert, V. Mühlbauer, B. Büttner, C. Marx, W. Kirch: Determination of clindamycin and its metabolite clindamycin sulfoxide in diverse sewage samples. In: Environ Sci Pollut Res Int. 21(20), Okt 2014, S. 11764–11769.
- C. Schindler, K. Guenther, C. Hermann, C. M. Ferrario, C. Schroeder, S. Haufe, J. Jordan, W. Kirch: Statin treatment in hypercholesterolemic men does not attenuate angiotensin II-induced venoconstriction. In: PLoS One. 9(9), 29. Sep 2014, S. e103909. Erratum in: PLoS One. 9(10), 2014, S. e112205.
- P. Kirchhof, J. Schmalowsky, D. Pittrow, L. Rosin, W. Kirch, K. Wegscheider, T. Meinertz; ATRIUM Study Group: Management of patients with atrial fibrillation  by primary-care physicians in Germany: 1-year results of the ATRIUM registry. In: Clin Cardiol. 37(5), Mai 2014, S. 277–284.
- M. Arnhold, M. Quade, W. Kirch: Mobile applications for diabetics: a systematic review and expert-based usability evaluation considering the special requirements of diabetes patients age 50 years or older. In: J Med Internet Res. 16(4), 9. Apr 2014, S. e104.
- R. F. Bosch, W. Kirch, J. D. Theuer, D. Pittrow, A. Kohlhaußen, S. N. Willich, H. Bonnemeier: Atrial fibrillation management, outcomes and predictors of stable disease in daily practice: prospective non-interventional study. In: Int J Cardiol. 167(3), 10. Aug 2013, S. 750–756.
- L. Goltz, G. Degenhardt, U. Maywald, W. Kirch, C. Schindler: Evaluation of a program of integrated care to reduce recurrent osteoporotic fractures. In: Pharmacoepidemiol Drug Saf. 22(3), Mar 2013, S. 263–270.
- R. Oertel, L. Goltz, W. Kirch: Determination of the novel melatonin agonist Neu-P11 in plasma samples by liquid chromatography-tandem mass spectrometry. In: J Pharm Biomed Anal. 74, 23. Feb 2013, S. 66–70.
- R. Oertel, L. Goltz, W. Kirch: Elucidation of Neu-P11 metabolism in urine of volunteers by liquid chromatography-tandem mass spectrometry. In: J Chromatogr. A. 1278, 22. Feb 2013, S. 69–75.
- M. Stangel, U. Baumann, M. Borte, M. Fasshauer, M. Hensel, D. Huscher, W. Kirch, D. Pittrow, M. Reiser, R. Gold: Treatment of neurological autoimmune diseases with immunoglobulins: first insights from the prospective SIGNS registry. In: J Clin Immunol. 33, Suppl 1, Jan 2013, S. S67–S71.

### Als Herausgeber
- Encyclopedia of Public Health. Vol. 1/2, Springer, New York 2008.
- Zeitschrift Prävention und Gesundheitsforschung.
- Journal of Public Health. Springer (Editor-in-Chief)
- Zahlreiche Lehr- und Fachbücher